# 方块壮字

這三個形声字取自《古壮字字典》的三個形声字“𭒹”（意为“子”）、“𮬭”（意为“鳥”）和“鴓”（意为“鸭”），偏旁中的“力”、“六”、和“必”表發音。“Lwg roegbit”的意思是“小野鴨”。

方块壮字又称生字、土俗字、古壮字，是壮族人民为了书写壮语借用汉字的字型或结构创造的文字。壮语叫做“𭨡𮄫”，是未成熟文字的意思。信息學界已經把一些壯字收錄進中日韓統一表意文字，中國大陸計劃提交1000多個字元到CJK擴展F區。
方塊壯字最初创造的时代不明确，但最遲在7世紀已经存在，现在看得到的最早记录是唐代683年的石碑《六合堅固大宅頌》，及始建于公元697年的智城碑，迄今已有1300年以上历史。根据民间流传的经文、诗词等书面记录、1989年编写的《古壮字字典》收载大约4900个字为正体字，正体字和异体字1万多。虽然1957年以后，壮语有了应用罗马字的壮文，但是还有人使用方块壮字。方塊壯字部件模仿或來自漢字，歷史上就有部分壯字隨着漢字或漢字部件自發簡化而簡化，但自中國大陸推廣使用简化字之后，原有的或新造的壯字（部件）簡化更爲常見。
方塊壯字应用范围主要是记录麽公歌唱本、山歌唱本及民间传说，也有人用其记录壮剧剧本、药方和家谱。但隨着漢字普及程度越來越高，越來越多的年輕人不再學習方塊壯字，壯字傳承出現明顯斷層，使用日漸式微。

## 结构

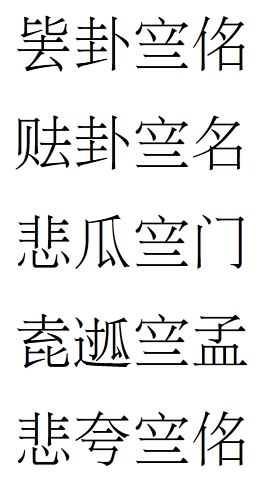
方块壮字没有統合标准化。因此，有很多同样的壮字有不同的写法（异体字）。上面列5种方法写
bae（去）
gvaq（过）
ranz（房）
mwngz（你）。

古壮字采用与汉字六书相似的构成方法。

### 象形
- … 表示「拐杖」之意的dwngx，汉字没有此字型。
- … 表示「蝴蝶」之意的mbaj是个象形异体字。

### 指事
- … 表示「背」的aemq是由表示人的象形部件「３」后面打个点来表示。

### 会意
- … 表示「山泉」之意的mboq，由“呇”来表示。

### 形声
与汉字一样，具有此结构的字最多。
- … 表示「山」之意的bya是「山」下面加一个表示其音的「巴」，写作「岜」。
- … 表示「人」之意的vunz是「亻」旁边加个表示音的「云」，写作「伝」。

### 假借
只借用汉字之音的字。
- … 表示「有」之意的miz，就借用同音的汉字「眉」来表示。

### 训读
只借用汉字之意义、用壮语读完全不同音的字。一般来讲，不如新造形声字的方便，训读的例字不多。
- … 表示「器皿」之意的aen，用汉字「器」的异体字来表示。

### 借用
借用汉字的意和音的字。
- … 表示「杯子」的boi则写作「盃」。

## 示例
《世界人權宣言》第1條
其他文本：

## 延伸閱讀
- Liáng Tíngwàng 梁庭望 (ed.): Gǔ Zhuàngzì wénxiàn xuǎnzhù 古壮字文献选注 (Tiānjīn gǔjí chūbǎnshè 天津古籍出版社 1992年12月初版， ISBN 7805042020 ).
- Lín Yì 林亦: Tán lìyòng gǔ Zhuàngzì yánjiū Guǎngxī Yuèyǔ fāngyán 谈利用古壮字研究广西粤语方言. In: Mínzú yǔwén 民族语文 2004.3:16–26.
- Gǔ Zhuàngzì zìdiǎn 古壮字字典 Sawndip Sawdenj (Nanning, Guǎngxī mínzú chūbǎnshè 广西民族出版社 1989). ISBN ISBN 7536306148 / 9787536306141. Dictionary of Old Zhuang characters; contains 4,900 entries and more than 10,000 characters.
- Holm, David (2008). "The Old Zhuang script", in Diller, Anthony (ed.) The Tai-Kadai languages, Routledge, ISBN 978-0-7007-1457-5, pp. 415–428.
- Bauer, Robert S. . Cahiers de linguistique – Asie orientale. 2000, 29 (2): 223–253. doi:10.3406/clao.2000.1573.